# Bromley Rock Provincial Park

Der Bromley Rock am Similkameen River

Der Bromley Rock Provincial Park ist ein 154 Hektar (ha) großer Provincial Park im Süden der kanadischen Provinz British Columbia. Der Park liegt etwa 20 Kilometer östlich von Princeton im Regional District of Okanagan-Similkameen. Rund 12 km südöstlich befindet sich der Stemwinder Provincial Park.

## Anlage
Durch den Park verläuft der Crowsnest Highway (Highway 3) und der Similkameen River durchfließt den Park ebenfalls. Am Fluss liegt auch der dem Park den Namensgebende Bromley Rock, ein steil über dem Fluss aufragender Fels.
Bei dem Park handelt es sich um ein Schutzgebiet der Kategorie II (Nationalpark).

## Geschichte
Der Park wurde im Jahr 1956 eingerichtet. Bei seiner Einrichtung hatte er eine Größe von 368 Acres (rund 149 ha). Im Laufe der Zeit wurden die Parkgrenzen mehrmals neu festgelegt. Seit 2014 hat der Park eine Fläche von 154 ha.

## Flora und Fauna
Innerhalb des Ökosystems von British Columbia wird das Parkgebiet der Very Dry Hot Subzone (IDFxh) der Interior Douglas-fir Zone zugeordnet. Biogeoklimatische Zonen zeichnen sich durch das gleiche oder ein ähnliches Klima und gleiche oder ähnliche biologische sowie geologische Voraussetzungen aus. Daraus resultiert in der jeweiligen Zone dann ein sehr ähnlicher Bestand an Pflanzen und Tieren.

## Aktivitäten
Der Park verfügt über einen Campingplatz mit 17 Stellplätzen für Zelte und Wohnmobile. Der Picknickbereich ist bei den Einwohnern der Gegend als Badestelle sehr beliebt.